# 梧棲朝元宮
24°15′23″N 120°31′47″E / 24.256426°N 120.529829°E
梧棲朝元宮，是位於臺灣臺中市梧棲區中和里的媽祖廟，媽祖稱為「梧棲媽」，其梧棲走大轎的宗教活動被列為臺中市民俗類文化資產。

## 沿革
咸豐六年（1856年），由水郊金萬順等米商同業發起倡建梧棲朝元宮，黃玉偕獻地，依三川殿正門兩旁有「咸豐丁巳年」落款的石獅，應是咸豐七年左右完工。此廟為當時閩南商戶祭祀與集會之處，在梧棲可稱為「外媽祖廟」，以別於由客家人祭祀、稱為「內媽祖廟」的大浩天宮，至於當地閩南農戶祭祀的則是鴨母寮永天宮。
同治三年（1864年），梧棲朝元宮遷建現址，即中和里梧棲路140號，舊址曾作為梧棲海關。與梧棲真武宮位在同一里。
1910年，廟方委請泉州師傅雕刻鳳輦乙座、鹿港師傅雕造七十二執事，包括木製兵器六十把、執事牌有「風雨免朝」、「諸神免參」及兩組長腳牌「朝元宮天上聖母」、「勅封與天同功」、「湄洲進香」、「肅靜」、「迴避」等。1935年新竹－台中地震受損，楊錦標捐錢修繕。
1955年黃海泉向旅外鄉友募捐修建，1956年迎神入廟。黃海泉一生戮力於此廟整建，在建材選擇上，用心選用青斗石、花崗石。1963年，籌建三川殿及廟前殿。1966年，請劉沛負責彩繪廟門。1992年，牌樓完成。

## 祭祀

### 神像

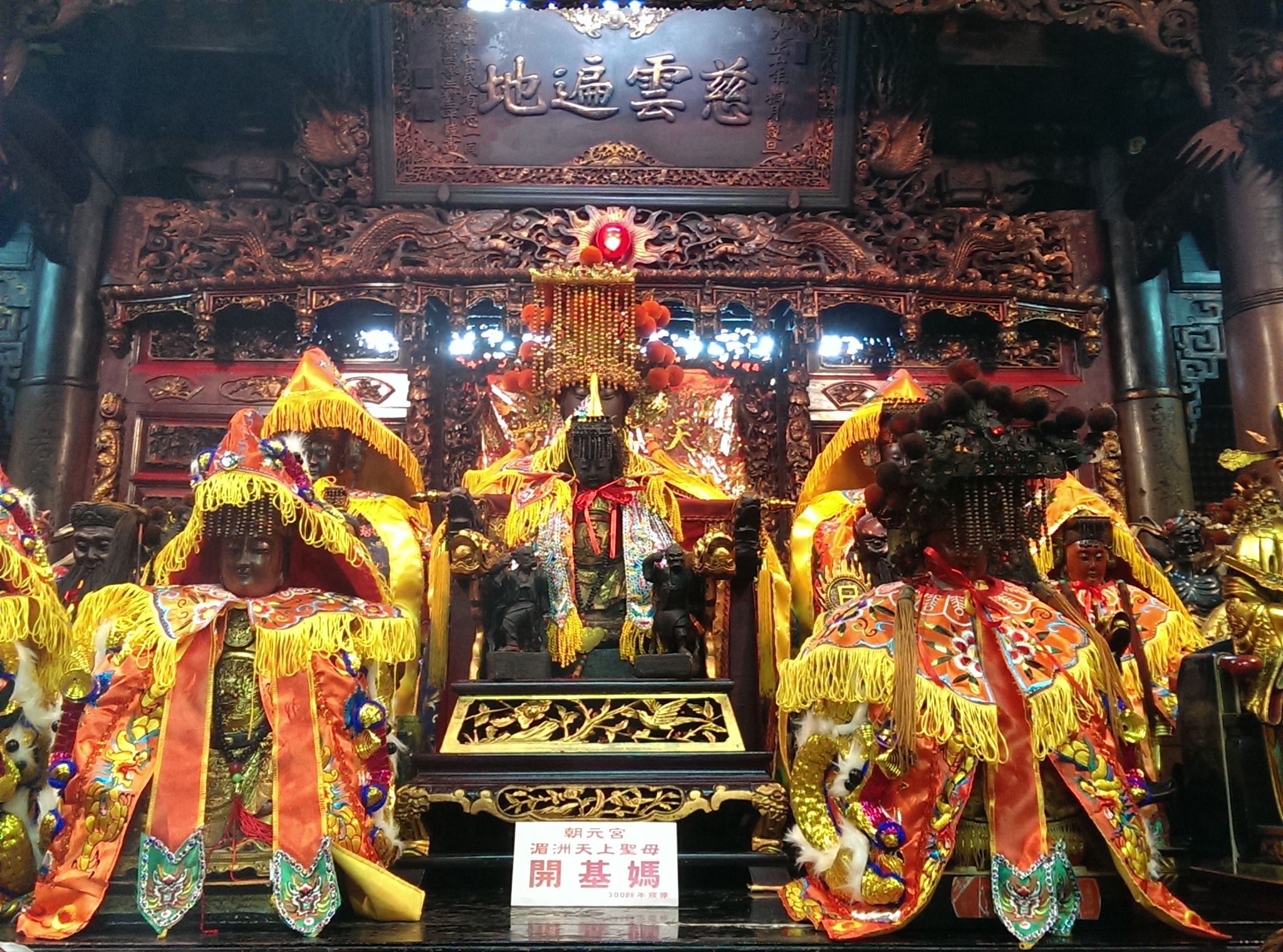
內殿神像

2013年調查時，廟方媽祖神像分為開基媽、湄洲大媽、湄洲二媽、水郊媽、船頭媽、眾街媽、食祿居媽、平安媽、港媽、鎮殿媽、英烈媽，共十一尊。供奉其分靈媽祖神像的廟宇有高美西安朝天宮、基隆新朝宮、花蓮慈天宮、新竹市鎮安宮、玉闕朝仁宮、斗六保安宮、蔴園福興宮等。
開基媽神像為嘉慶或道光年間由鹽務司爺林啟德恭請而來，相傳該神像原供奉在湄洲天后宮的升天洞（昇天洞），其座椅後面刻有「福州賽西天」的商店名字樣，座椅兩側書有金字的「清水」。1917年，台中區長林耀亭號召主辦媽祖遶境，集結了台中萬春宮、鹿港天后宮、新港奉天宮、彰化南瑤宮、梧棲朝元宮、北港朝天宮及旱溪樂成宮共七尊媽祖參與。當時賽會的歸位儀式上，梧棲朝元宮此媽祖像位置排第二，僅次於鹿港天后宮。2004年農曆三月初五，打破百年傳統，此媽祖像首度南下遶境進香，行經草屯金玉宮、斗六保安宮、屏東朝天宮及東港七龍宮、東港東隆宮、高雄三鳳宮及佛光山等，七日上午從麻豆代天府起駕回鸞。
湄洲二媽則是軟身神像，為1908年委託獺江金合茂的船東至湄洲天后宮開光。據朝元宮廟方表示，1908當年，信眾接獲媽祖降駕指示，兩度回湄洲祖廟進香，沿途均有成千上萬信眾迎駕膜拜，至今仍為地方耆老津津樂道。
後殿祭祀觀音菩薩，左右侍立韋馱、伽藍護法，左側神龕供奉文殊菩薩，右側神龕敬祀普賢菩薩，皆由竹北人彭木泉及劉清福所雕塑。

### 梧棲走大轎
梧棲朝元宮在媽祖壽辰或是重要節慶之日作進香、巡狩及會香回鑾時，梧棲街在地的王爺廟就會接駕、恭送。八至十名信徒會抬著神轎來回衝刺，沿途鑼鼓喧天、鞭炮齊鳴。如轄內的草湳龍安宮就有參與，並且轎班為婦女組成。2012年，臺中市文化局將此宗教活動以「梧棲走大轎」之名登錄為臺中市民俗類文化資產。

### 分香
1961年，北上基隆港碼頭工作的楊添發等人，在徵得故鄉的朝元宮主委黃海泉和梧棲鎮長陳老石的同意下，由基隆港碼頭第五隊第六班成員林天寶等人帶隊，迎回朝元宮分靈到基隆港西岸碼頭邊的仁正工寮，尊稱為「三媽祖」，隔年將廟名為「新朝宮」，每年母親節進香。同樣由來自台中的基隆碼頭工人所建的媽祖廟還有基隆聖安宮。
蔴園福興宮配祀的媽祖也來自朝元宮。

### 其他
每年農曆三月間，梧棲朝元宮會聯合大庄浩天宮等舉行遶境。中元普渡放水燈時，梧棲各廟宇陣頭會從朝元宮前梧棲路出發，遶境市區，再到台中港碼頭放水燈。朝元宮也會與王爺廟們神像一起搭船在海上巡狩，在清治時期就已舉行。
二二八事件時，當地人尤世景被押至廟旁的梧棲官吏派出所拷打，全鎮以罷作醮方式抗議，才被釋放。女兒尤碧鈴回憶，當時父親獲釋後第一件事不是立即回家，而是到梧棲媽面前叩謝，並立誓要用一生來回報鄉親的救命之恩。

## 外部連結
- 官方网站
- 梧棲朝元宮的Facebook專頁
- 梧棲走大轎——文化部文化資產局 （页面存档备份，存于）